# Площа Вічева (Львів)
Пло́ща Ві́чева — площа в Галицькому районі Львова, в історичному центрі міста. Розташована між вулицями Лесі Українки, Театральною та Низький замок. Довжина площі 61 м, ширина 44 м. 

## Історія

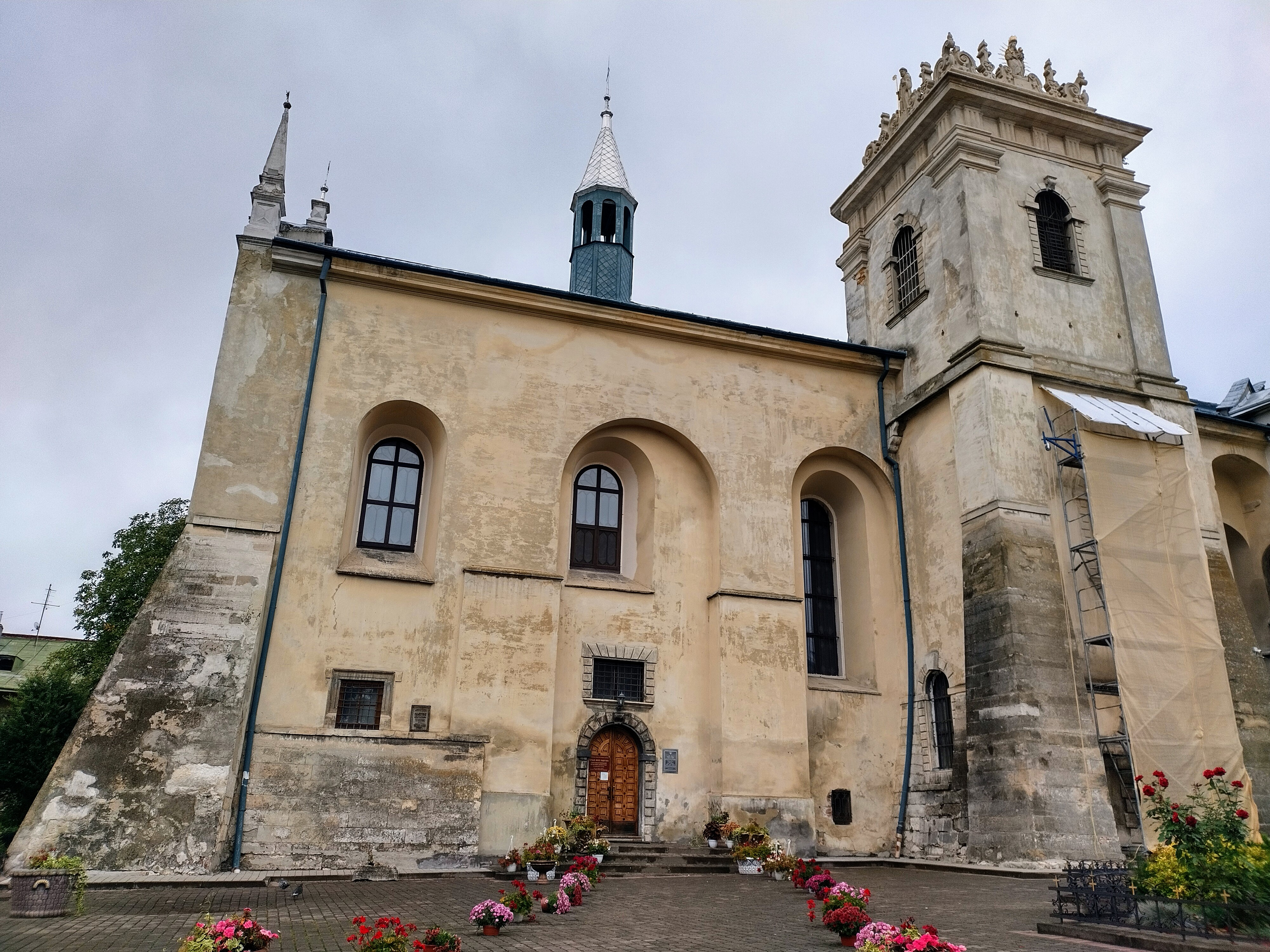
Костел Усіх Святих і монастир бенедиктинок

У XVIII—XIX століттях майдан був частиною площі, що мала назву Каструм (замок) — через сусідство з оборонним Низьким замком, розібраним на початку XIX століття. У радянські часи тут була автостоянка, а на широкій білій глухій стіні тильного боку будинків № 22 та № 24 проспекту Леніна (нині — проспект Свободи) був великий екран, на який увечері проєктували кінофільми або ретранслювали телепрограми. Від 1990 року — площа Вічева.
На початку 1990-х років на площу Вічеву перемістився імпровізований мистецький ринок «Вернісаж», що розпочинався ще в роки «Перебудови» на колишньому дитячому майданчику, при перетині вулиць Краківської та Вірменської. Великий вплив на таке переміщення мав другий молодіжний фестиваль альтернативної культури та нетрадиційних жанрів мистецтва «Вивих», який проходив у Львові в 1992 році. 
З 2008 року тривають спроби знести «Вернісаж» під різними приводами — від «впорядкування стихійної торгівлі» до побудови готелю. Такі плани місцевої влади викликали протести громадськості, внаслідок яких знесення «Вернісажу» вдалось уникнути. Львівською міською радою 7 лютого 2013 року було прийнято рішення про облаштування стихійного ринку.